# Elecciones presidenciales de Irlanda de 1973
Las sextas elecciones presidenciales de Irlanda se llevaron a cabo el 30 de mayo de 1973 para escoger al sucesor de Éamon de Valera, que no podía presentarse a la reelección por haber ejercido ya dos mandatos constitucionales. El partido de De Valera, Fianna Fáil, intentó presentar a Frank Aiken como candidato, pero este se negó. Erskine Hamilton Childers fue finalmente el candidato oficialista. El partido opositor volvió a presentar a Tom O'Higgins, que estuvo a 10.000 votos de derrotar a De Valera en las anteriores elecciones. Sin embargo, Childers ganó con el 52% de los votos. Sin embargo, su mandato finalizaría abruptamente con su muerte en el siguiente año.

## Resultados
| Candidatos | Candidatos                | Partidos    | Votos   | %     |
| ---------- | ------------------------- | ----------- | ------- | ----- |
|            | Erskine Hamilton Childers | Fianna Fáil | 635,867 | 52,0% |
|            | Tom O'Higgins             | Fine Gael   | 587,771 | 48,0% |
| Fuente:    |                           |             |         |       |